# Armand Marcelle
Armand Édouard Charles Marcelle (ur. 10 października 1905 w Reims, zm. 26 grudnia 1974 tamże) – francuski wioślarz, srebrny medalista olimpijski.
Wystąpił na igrzyskach olimpijskich w Amsterdamie w 1928, gdzie Francuzi w składzie: Armand Marcelle, Édouard Marcelle i Henri Préaux (sternik) zdobyli srebrny medal w dwójkach ze sternikiem. W finale walkę o złoty medal przegrali ze Szwajcarami o 5,8 sekundy. Był to jego jedyny start olimpijski.
Édouard Marcelle był jego młodszym bratem.